# Трусаки (рассказ)
«Трусаки» — сатирический рассказ русского писателя Владимира Орлова. Написан в 1972 году.

## Сюжет
Действие происходит в Останкино. Повествование ведётся от первого лица.
Знакомые и жена уговаривают автора заняться бегом трусцой. После некоторых раздумий автор решает присоединиться к кому-то из знакомых «трусаков». Неожиданно оказывается, что они используют утренние пробежки для прикрытия того, что не могут делать дома. Один бегает к знакомому выпивать, другой — к барышне, а кто-то бежит на бульвар, чтобы почитать газеты на стендах.

## Персонажи
- Евсеев — сосед автора, пышущий оптимистической энергией
- Верочка — жена Евсеева
- Короленков — педант из соседнего дома, конструктор вагонных тормозов
- Женя и Оля — знакомые Короленкова, видимо, работники советской торговли
- Москалёв и Долотов — служащие на фабрике по производству карт

## История
В 1970-х годах Владимира Орлова практически не печатали. Рассказ стал одним из немногих произведений, опубликованных в это время.